# Limosina obscuripennis
Limosina obscuripennis är en tvåvingeart som först beskrevs av Walter Leopold Victor Hackman 1967.  Limosina obscuripennis ingår i släktet Limosina och familjen hoppflugor.
Artens utbredningsområde är Madagaskar. Inga underarter finns listade i Catalogue of Life.